# بكرا أحلى (مسلسل)
بكرا أحلى مسلسل سوري من إنتاج عام 2005. بطولة منى واصف وسلاف فواخرجي وأيمن رضا ووائل رمضان ويارا صبري ورندة مرعشلي. والنص لـ سامر المصري والإخراج لـ محمد الشيخ نجيب.

## القصة
يروي المسلسل عن عائلة كثرت فيها الديون والمشاكل فقرر كل واحد أن يعيش حياته وانتقل الابن إلى العيش وحده وبعدها التقى بفتاة غنية ومغرورة فبدأت المشاكل.